# Сирота Аліси
«Сирота Аліси» (англ. Alice's Orphan) — американський анімаційний короткометражний  фільм із серії «Комедії Аліси», що вийшов 15 січня 1926 року.

## Синопсис
Юлій катається на ковзанах на замерзлому озері. Одна з кішок йому до вподоби. Вона починає кружляти й провалюється під лід. Юлій рятує її, але побачивши, що вона неприваблива, кидає її назад.
У цей час якась кішка приносить кошик з малим кошеням на край озера та йде. Юлій чує звуки з кошика та зазирає всередину. Бачить занедбане кошеня та забирає з собою.
Аліса гріється біля каміна, коли Юлій повертається з малюком. Дівчина здивована тим, кого приніс її друг та питає ім'я кошеня. Юлій встановлює, що це хлопчик та називає того Оскаром. Аліса відправляє котів до ванної кімнати. Юлій наповнює ванну водою, а малече намагається втекти, але це не вдається. Алісин друг знімає хутро з Оскара, тре кошеня об стиральну дошку, а щіткою голову та викручує як білизну. Примушує випити чорнила. Після них у кошеня з'являється знову чорне хутро.
Задоволена Аліса запрошує котів до столу. Під час їжі Оскар погано поводиться за столом та не звертає уваги на зауваження Юлія. Від цього друг Аліси починає гримати на малюка, бити лапою по столу, доки миска з супом не виливається йому на голову. Оскар сміється та б'є Юлія. Кіт шльопає кошеня по сідницях та несе до кімнати, щоб вкласти спати.
У спальні Оскар вередує й не хоче засинати. Юлій за допомогою хвоста дістає нічну сорочку з трюмо, одягає її на малюка та вкладає того в ліжко. Але Оскар починає плакати. Юлій співає колискову та гойдає ліжко. Оскар заспокоюється та засипає. Юлій намагається вийти з кімнати, але кошеня розплющує очі та починає плакати. Друг Аліси знову співає колискову та гойдає ліжко… Ця сцена повторюється кілька разів. У Юлія уривається терпець. Він не сильно б'є молотком по голові Оскара. Кошеня засинає, Юлій виходить зі спальні. Кінець.

## Головні персонажі
- Аліса
- Юлій
- Оскар

## Інформаційні данні
- Аніматори[3]:
  - Аб Айверкс
  - Роллін Гамільтон[en]
  - Рудольф Ізінг[en]
  - Г'ю Гарман[en]
  - Терстон Гарпер
- Оператор[3]:
  - Рудольф Ізінг[en]
- Живі актори[3]:
  - Маргі Ґей[fr]
- Тип анімації: об'єднання реальної дії та стандартної анімації
- Виробничий код: ACL-18[4][5]